# Cai Hegermann-Lindencrone (teaterdirektør)
 Der er flere personer med dette navn, se Cai Hegermann-Lindencrone.
Cai Ditlev Hegermann-Lindencrone (21. oktober 1881 i Firenze - 11. august 1947 i Gentofte) var en dansk jurist, der 1938-46 var direktør for Det Kongelige Teater.
Hegermann-Lindencrone, der var søn af Johan Hegermann-Lindencrone og sønnesøn af general Cai Hegermann-Lindencrone, blev cand.jur. 1905, var kortvarigt i Udenrigsministeriet inden han i 1908 kom til Kultusministeriet og siden til Undervisningsministeriet, hvor han i 1931 blev kontorchef. Han blev Ridder af Dannebrog 1924 og Dannebrogsmand 1934.
Han blev i 1938 direktør for Det Kongelige Teater, hvor han måtte afveje forholdet til Nazi-Tyskland over for ønsket om kunstnerisk frihed, men også fik opsat George Gershwins opera Porgy og Bess, som spillede for fulde huse 22 gange mellem marts 1943 og april 1944, hvorefter den måtte tages af plakaten efter en række trusler om schalburgtage. I denne periode sov Hegermann-Lindencrone på sit kontor for at beskyttet teateret.
Hegermann-Lindencrone ligger, som flere familiemedlemmer, begravet på Garnisons Kirkegård.